# Бадьявож (приток Бадьи)
Бадьявож (устар. Бадья-Вож) — река в муниципальном округе Вуктыл Республики Коми. Устье реки находится в 22 км по правому берегу реки Бадья. Длина реки 12 км.

## Данные водного реестра
По данным государственного водного реестра России относится к Двинско-Печорскому бассейновому округу, водохозяйственный участок реки — Печора от в/п посёлка Шердино до впадения реки Уса, речной подбассейн реки — бассейны притоков Печоры до впадения Усы. Речной бассейн реки — Печора.
Код объекта в государственном водном реестре — 03050100212103000061593.